# Угорські вторгнення в Європу
Угорські вторгнення в Європу відбулися у ІХ-Х сторіччях — у добу переходу в історії Європи від Раннього до Високого Середньовіччя, коли територіям колишньої імперії Каролінгів загрожували навали кількох ворожих спільнот: угрів зі сходу, вікінгів із півночі та арабів із півдня.
До кінця ІХ сторіччя угри успішно завоювали Паннонський басейн (тобто те, що є зараз Угорщиною) та вчинили низку набігів як на захід — на те, що тоді називалося Франкською імперією, так і на південь — на Візантію. Набіги в західному напрямку припинилися тільки з поразкою угорців у битві на річці Лех 955 року, що привело до нового політичного порядку в Західній Європі з центром у Священній Римській імперії. Наскоки на візантійську територію тривали протягом усього Х століття аж до остаточної християнізації угорців і створення християнського Угорського королівства в 1000 або 1001 роках.

## Хронологія угорських вторгнень

### Перед угорським завоюванням
- 839 – угорці, які тоді жили на схід від Карпат, воювали у Подунав'ї на прохання Першого Болгарського царства проти візантійських повстанців.[3]
- 861 – Святий Кирило зазнав нападу в Криму від угорців, «що кричали, як вовки», але, бачачи, як він молиться, вони стали мирними.[4]
- 862 – Перший набіг угорців на Карпатський басейн на прохання моравського князя Ростислава проти Східного Франкського королівства.[4]
- ~870 – Ібн-Русте пише, що угорські племена нападають на слов'ян і русів, які живуть біля їхніх рубежів, безперестанно їх розгромлюють, приневолюючи їх платити данину, та женуть багатьох із них у Керч, що в Криму, продаючи візантійцям у рабство.[5]
- 881 – Угорські війська, допомагаючи моравам, б'ються у двох битвах проти німців.[4]
- 882 – Угорський «король» зустрічається для перемовин зі святими Кирилом і Мефодієм у Придунав'ї.[6]
- 892 – Угорські війська нападають на Велику Моравію у союзі зі східнофранкським королем Арнульфом.[7]
- 894
  - У союзі зі Святополком I угорці нападають на східнофранкську провінцію Паннонію. Сватоплук під час цієї війни гине.[8]
  - Болгари на чолі з Симеоном I нападають на Візантію, яка просить угорської допомоги. Угорське військо під орудою сина Арпада Левенте нападає на Болгарію, розбиваючи болгарське військо і змушуючи Симеона відступити до Сілістри.[9]
- 895 – Симеон вступає у союз із печенігами і нападає вкупі з ними на угорців, силуючи їх до відступу у бік Заходу та вганяючи в Карпатський басейн. Угорці завойовують східні частини Карпатського басейну (до річки Дунай). Тут угорці розбивають болгар у Південній Трансільванії і Затиссі, та згортають свою владу в Карпатському басейні, починаючи цим самим угорське завоювання.[10]

### Після угорського завоювання

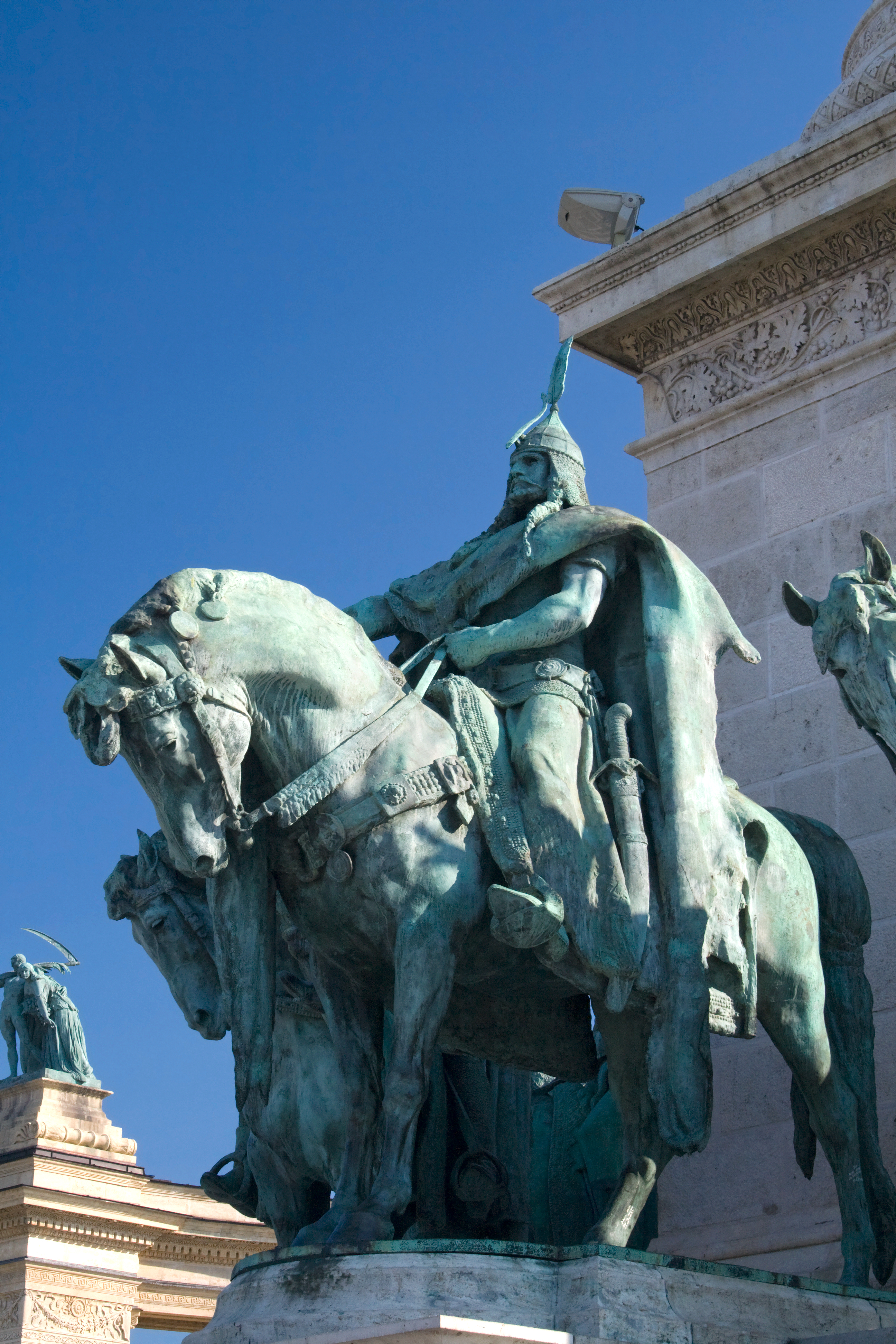
Великий князь Арпад. Скульптура у Будапешті

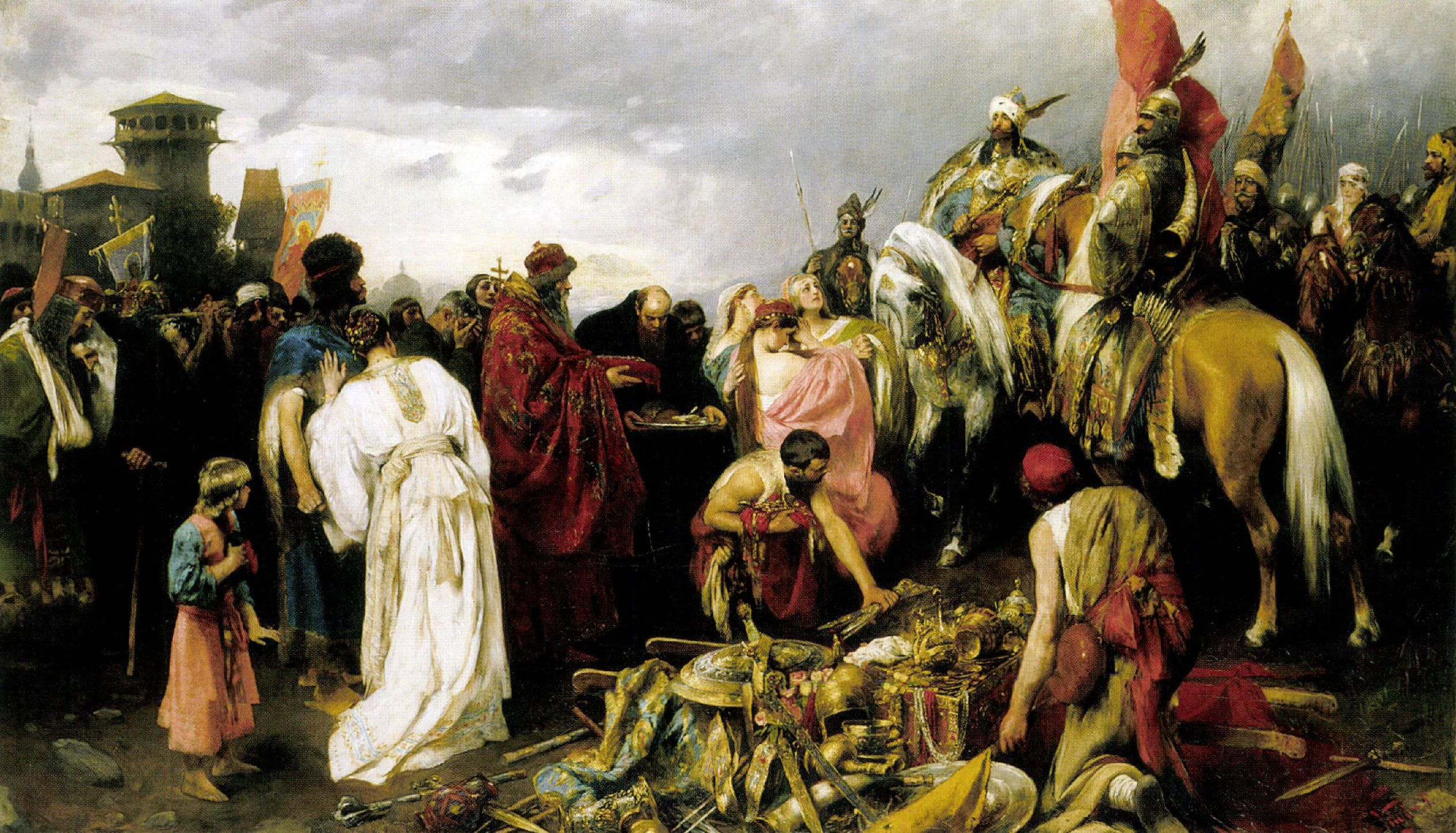
Угри в Києві (Пал Ваго, 1896—1899)

- 899 – угорські війська нападають на Італійське королівство і 24 вересня завдають поразки у битві на річці Брента війську Беренгара I, спалюючи Модену і нападаючи на Венецію. Беренгар погоджується платити їм данину.[11]
- 900 – загони угорського війська підкорюють Паннонію, після того, як їхня пропозиція східним франкам про союз була відкинута. Це був ще один етап в угорському завоюванні Паннонії.[12]
- 901
  - угорці нападають на Каринтію і Північну Італію.
  - 11 або 18 квітня – військо угрів із Каринтії зазнало поразки від маркграфа Ратольда під Лайбахом.[13]
- 902 – угорці підкорюють східні частини Великої Моравії, покінчивши з угорським завоюванням Карпатського басейну, а слов'яни на захід і північ від цієї області починають платити їм данину.[14]
- 903 – угорський загін, що орудував у Баварії, розгромлено біля річки Фіша (нині Австрія).[14]
- 904
  - Угорського політичного і військового провідника Курсана баварці запросили на бенкет, а потім убили.[14]
  - початок літа – угорські війська входять у Ломбардії.[14]
- 905

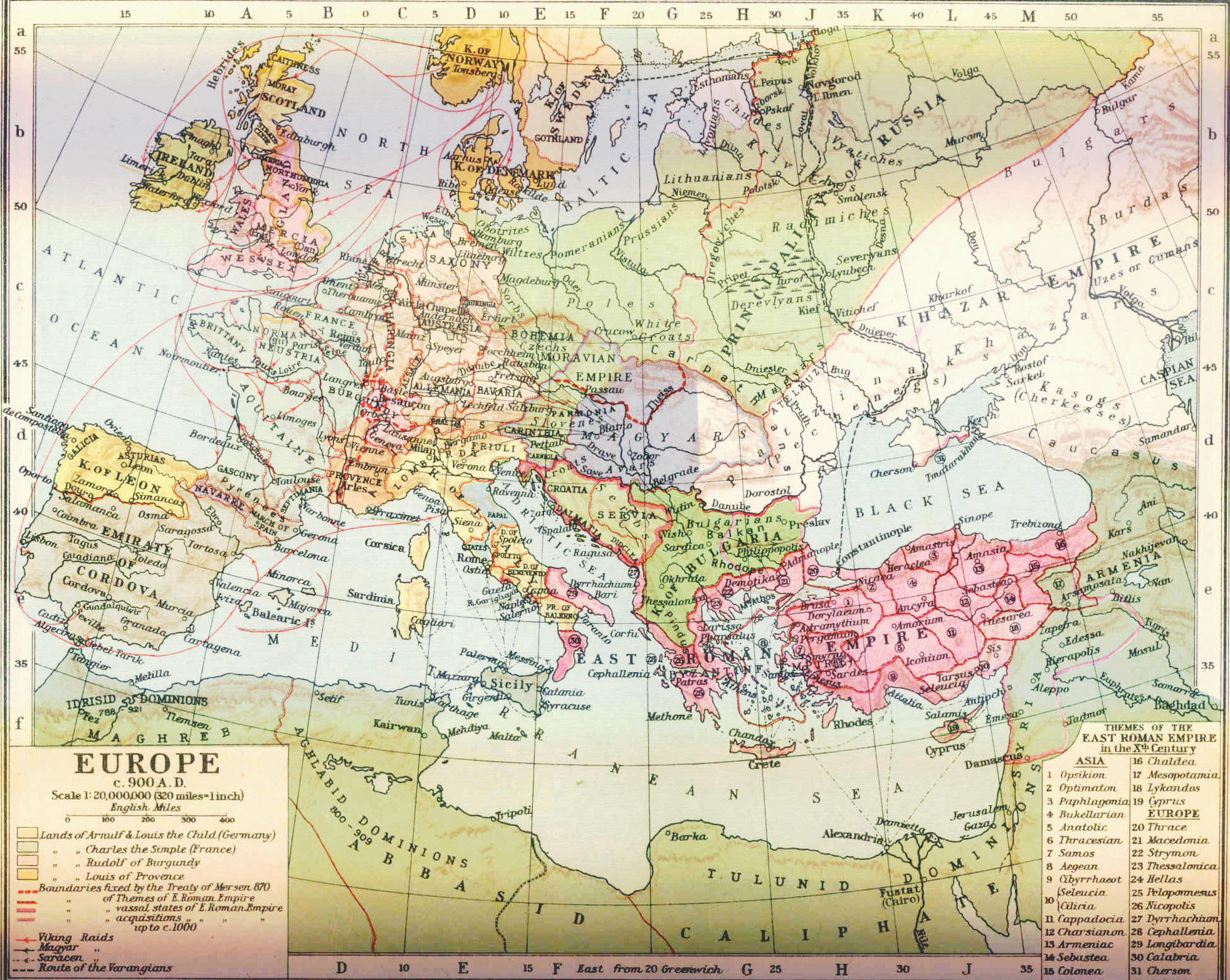
Карта Європи 900-х років

- - Беренгар I укладає союз з угорцями проти свого ворога Людовика III Сліпого, який оголосив себе імператором Італії.
  - початок літа – угорці розбивають Людовика III Сліпого, якого потім Беренгар осліплює.[15]
- 906 – дві угорські армії одна за одною спустошують Саксонське герцогство. Угорців попросило прийти слов'янське плем'я даламанців, яке стояло перед загрозою саксонських нападів.[15]
- 907
  - 4-6 липня – угорське військо у Битві при Прессбурзі вигублює східнофранкське військо під командуванням Луїтпольда, яке вступило на угорську територію, щоб вигнати угорців з Карпатського басейну. У битві полягли сам Луїтпольд, архієпископ Зальцбурзький Дітмар I, князь Зіггард, 19 графів, 2 єпископи і 3 ігумени разом із більшістю воїнів.[14] Ця битва вважається завершенням угорського завоювання Паннонії.[16]
  - липень-серпень – угорці вдираються у Баварію, заподіюючи великі руйнування і займаючи багато міст, на зворотному шляху розбиваючи баварське військо під Ленгенфельдом (нині у межах Фогтланду). Угорсько-баварський кордон встановлюється по річці Енс.[17]
- 908 – угорці нападають на Тюрингію і Саксонію, а 3 серпня завдають поразки у битві під Айзенахом військо герцога Тюрингії Бурхарда. Бурхард, герцог Тюрингії Егіно і єпископ Вюрцбурзький Рудольф I гинуть у бою.[18]
- 909
  - Весна – угорські війська чинять набіг на Баварію і Швабію.
  - 4 серпня – вони спалюють дві церкви у Фрайзінгу (Баварія).
  - 11 серпня – на зворотному шляху угорці зазнають поразки під Поккінгом від баварців на чолі з герцогом Баварії Арнульфом.[18]
- 910
  - 12 червня – угорці у першій битві біля річки Лех ущент розбивають армію німецького короля Людовика IV Дитяти, яку очолює алеманський граф Гозберт. Командувач і граф Манагольт гинуть у битві.
  - 22 червня – те саме угорське військо вступає у Франконію і у битві на річці Редніц розбиває об'єднане військо герцогств Франконії, Лотарингії і Баварії. Німецький командувач герцог Лотарингії Гебгард і граф Ладенгау Людгер убиті в бою.
  - Король Людовик Дитя прохає миру і починає платити данину.
  - Повертаючись, угорці спустошують околиці Регенсбурга, розграбовують Альтайх і Остергофен, але під Нойхінгом Арнульф розбиває один із їхніх другорядних кінних загонів.[19]
- 911 – угорські війська проходять через Баварію та нападають на Швабію і Франконію. Вони грабують території від Майнфельда до Ааргау. Після цього вони переходять Рейн і вперше нападають на Бургундію.[20]
- 912 – угорці нападають на Франконію і Тюрингію, щоб змусити нового короля східних франків Конрада I платити їм данину.[20]
- 913 – угорці влаштовують набіги на Баварію, Швабію і Північну Бургундію. Під час свого повернення вони зіштовхуються з об'єднаним військом герцога Баварії Арнульфа, герцога Швабії Ерхангера та герцогів Удальріха і Бертольда, які перемогли їх під Ашбахом по річці Інн.[21]
- 914 – герцогу Баварії Арнульфові тайого сім'ї довелося тікати в Угорщину від німецького короля Конрада I. Угорці обіцяють йому допомогти повернути собі трон.[22]
- 915 – угорська армія спустошує Швабію, а потім Франконію. Один із їхніх грабіжницьких загонів напав на монастир Фульда, але напад відбили, вони спалюють абатство Корвей, розграбовують монастир Св. Іди в Герцфельді. У Саксонії угорці розоряють Фалун, потім палять Бремен, а після перемоги над саксонською армією під Ересбургом, підходять до данського кордону.[22]
- 916 – угорська армія допомагає Арнульфу в його першому, безуспішному нападі з метою повернути собі герцогство.[22]
- 917
  - Напад на Захід
    - 21 січня – угорці грабують і спалюють Базель, а потім вторгаються в герцогство Ельзас.
    - лютий – вони вступають у Лотарингію, руйнуючи Верден, спалюючи Муаєнмутьє та монастирі Сен-Дьє-де-Вож і Ремірмон

  - з угорською допомогою Арнульф відвойовує свою державу від військ Конрада I. Після цього він стає вірним союзником угорців, сплачуючи данину їм, а також своєму сусідові герцогу Швабії Бурхарду II.[23]
  - угорські війська допомагають Симеону I розгромити візантійців у великій битві при Ахелої.[24]
- 919—920
  - Після обрання Генріха Птахолова новим королем Східно-Франкського королівства угорська армія входить на землі Німеччини і розбиває війська Генріха у т. зв. Пюхенській битві, а потім прямує на захід.
  - угорське військо вступає у Лотарингію і Францію. Король Карл Простакуватий не може зібрати достатньо сил, щоб дати їм бій, відступає і дає їм грабувати його володіння.[24]
  - На початку 920 те саме угорське військо вступає із Заходу в Бургундію, а потім у Ломбардію і розбиває війська бургундського короля Рудольфа II, який напав на Беренгара І, союзника Угорського князівства. Після цього угорці грабують околиці тих італійських міст, які, як вони гадають, підтримали Рудольфа: Бергамо, П'яченца і Ногара.[24][25]

- 921—922

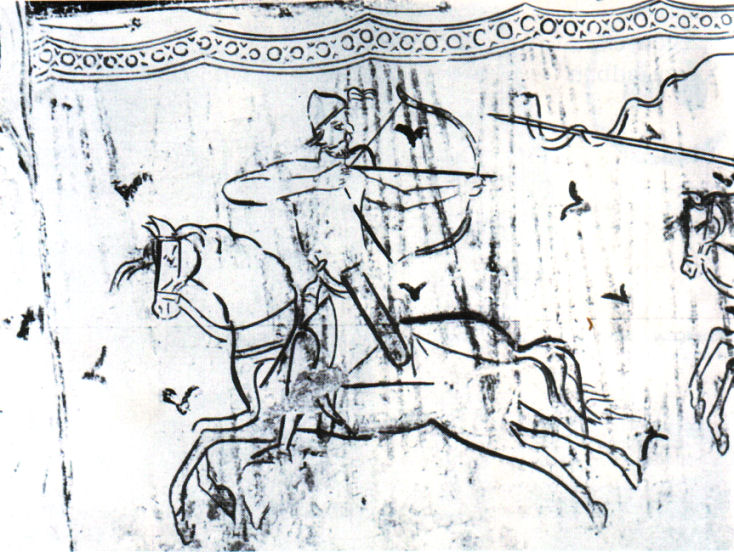
Фреска угорського воїна (Італія)

  - 921 року угорське військо на чолі з Дуршаком і Богатом входить у Північну Італію, а потім знищує між Брешія і Вероною сили італійських прихильників Рудольфа II, вбиваючи палатина Одерліка і беручи у полон графа Бергамо Гіслеберта.
  - Ця армія рушає в напрямку південної Італії, де зимує, а в січні 922 грабує обшири між Римом і Неаполем.
  - 4 лютого – угорська армія нападає на Апулію у Південній Італії, якою правили візантійці.[26]
- 924
  - Похід в Італію і Південну Францію
    - весна – Рудольфа II Бургундського італійські повстанці обирають королем Італії у Павії. Імператор Беренгар І просить допомоги в угорців, які присилають військо під проводом Саларда, який спалює Павію і військові галери на березі річки Тічино.
    - 7 квітня – коли імператор Беренгар гине у Вероні, угорці йдуть у Бургундію. Рудольф II Бургундський і Гуго Арльський намагаються оточити їх у перевалах Альп, але угорці вириваються з цієї засідки і нападають на Готію та передмістя Німа. Вони повертаються додому, бо серед них спалахує чума.[27]

  - Похід у Саксонію
    - інша угорська армія грабує Саксонію. Німецький король Генрі Птахолов відступає в замок Верла. Випадково один угорський вельможа потрапляє в руки німців. Король Генрі використовує цю нагоду, щоб вступити у переговори з угорцями, і просить миру, погоджуючись платити данину Угорському князівству.[28]
- 926
  - 1-8 травня – угорські війська входять у Швабію як союзники нового італійського короля Гуго Арльського, беруть в облогу Аугсбург,[29] потім займають абатство Санкт-Галлен, де дарують пощаду ченцю Герібальду, звіти якого дають докладний опис їхніх традицій і способу життя. З абатства вони посилають дрібні підрозділи на розвідку і пограбування околиць. Один із їхніх загонів убиває Святу Вібораду, яка жила пустельницею в лісі неподалік.
  - Після 8 травня – угорці облягають Констанц, спалюючи його передмістя, а потім прямують на захід у напрямку Шаффгаузен і Базель. Один із їхніх загонів винищують місцеві жителі біля Зеккінгена на берегах Рейну. Угорська армія переправляється на кількох захоплених кораблях через Рейн в Ельзас і перемагає війська графа Люїтфреда. Потім уздовж Рейну вони ідуть на північ, розорюють околиці Вонка, підходять до берегів Атлантичного океану, а тоді рушають назад через Реймс. По дорозі додому вони відновлюють союз із герцогом Баварії Арнульфом.
  - 29 липня – угорці руйнують Оберкірхен.[30]
- 927 – угорські війська на заклик короля Гуго Арльського допомагають маркграфу Петру у його боротьбі проти Іоанна X за відновлення влади в Римі, що їм удається. Під час і після цих подій вони грабують Тоскану і Апулію, захоплюючи багато полонених і займаючи міста Орія і Таранто.[31]
- 931 – угорське військо спалює італійське місто П'яченца.[32]
- 933
  - Початок березня – через те, що німецький король Генрі Птахолов відмовився далі сплачувати данину Угорському князівству, угорське військо вступає в Саксонію. Вони заходять із земель слов'янського племені «даламанці», які відмовляються від їхньої пропозиції про союз, це розкололо угорців на дві частини, але незабаром армію, яка намагається обійти Саксонію із заходу, неподалік Готи розбивають об'єднані сили Саксонії і Тюрингії.
  - 15 березня – інша армія тримає в облозі Мерзебург, але після того зазнає поразки від королівської армії у битві при Ріаде.[32]

- 934
  - Захід

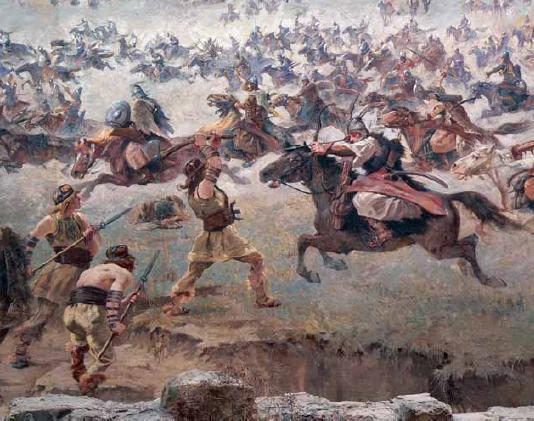
Угорські воїни (полотно, олія)

    - Угорське військо вчиняє набіг на околиці Меца в Лотарингії.[33]

  - Балкани
    - Війна між угорцями і печенігами, але після звістки з міста W.l.n.d.r (ймовірно, Белград) про болгарський напад на їхні землі укладено мир, після чого угорці і печеніги вирішують спільно напасти на це місто.
    - Квітень – угорсько-печенізьке військо у битві біля міста W.l.n.d.r (ймовірно, Белград) перемагає візантійсько-болгарські війська, що прийшли на виручку, потім підкорює це місто і три дні його грабує.
    - Травень-червень – союзники пустошать Болгарію, а потім прямують на Константинополь, де стоять табором 40 днів і розграбовують Фракію, захоплюючи багато бранців. Візантія укладає мирний договір з угорцями, викуповує полонених і погоджується платити данину Угорському князівству.[34]
- 935 – угорці чинять набіг на Аквітанію і Бурж, повертаються додому в Бургундію і Північну Італію, де грабують околиці Брешії.[33]
- 936—937
  - Кінець 936 – з метою змусити нового німецького короля Оттона I платити їм данину угорці атакують Швабію і Франконію, спалюють монастир Фульда, а потім входять у Саксонію, але війська нового короля відкидають їх до Лотарингії і Західної Франкії.
  - 21 лютого 937 – вступ у Лотарингію, перехід через Рейн на Вормс та просування в напрямку Намюр.
  - Угорці займають абатство Сен-Базолюс з Верзі, яке вони використовують як штаб-квартиру, а потім виряджають грабіжницькі загони для нападу на абатства в Орбай, Сент-Макра у Фімі, місто Буванкур.
  - 24 березня – досягають міста Сен, де спалюють абатство Святого Петра.
  - Під Орлеаном вони б'ються з французькою армією під командуванням графа Ебба де Деоля, якого поранено в бою, після чого той помирає. Опісля угорці, просуваючись уздовж Луари, проходять усю Францію аж до Атлантичного океану, потім повертаються у напрямку південного сходу та на своєму шляху до Бургундії грабують околиці Буржа.
  - Після 11 липня – угорці входять у Бургундію поблизу Діжона, грабуючи монастир Люксей, потім спустошують долину Рони, спалюють місто Турню, займають монастирі Святого Деїколуса і Сент-Марсель, але зазнають невдачі біля монастиря Сен-Аполінаріс.
  - Серпень – продовжуючи свій похід, угорці вступають із заходу в Ломбардію, де Гуго Арльський просить їх піти у Південну Італію на підмогу візантійцям. Угорці плюндрують околиці Капуа і ставлять свій табір на луках Гальяно та відправляють невеликі загони грабувати області Неаполь, Беневенто, Сарно, Нола і Монте Кассіно. Абатство Монте Кассіно, щоб викупити бранців, віддає їм цінні речі вартістю 200 візантійських гіперпіронів.[35]
  - Осінь – один загін угорців, які повертаються додому, потрапляє в засідку місцевих воїнів у горах Абруццо і втрачає все награбоване.[35]
- 938
  - Кінець липня – угорці нападають на Тюрингію і Саксонію та лаштують табір біля річки Боде (притоки Віппера), на північ від гір Гарц і відсилають свої загони для набігів у кожному напрямку. Один із цих загонів гине під Вольфенбюттель, а його ватажка убивають. Іншу ватагу слов'янські проводарі заводять у болота Дремлінга, а германці біля Белкси підстерігають і знищують їх із засідки. Угорці викуповують захопленого у полон ватажка цього загону.
  - Після 31 серпня – Зачувши про ці поразки, головне угорське військо, що стояло табором на річці Боде, відходить в Угорщину.[36]
- Квітень 940 – угорські допоміжні війська підсилюють Гуго Арльського в його поході на Рим, здобувають біля Латерану перемогу над римською знаттю, але потім зазнають поразки від лангобардів.[36]

- 942
  - Весна – угорське військо входить в Італію, де король Гуго, даючи їм 10 бушелів золота, вмовляє їх напасти на Кордовський халіфат.
  - Середина червня – вони дістаються Каталонії, грабують цю область, а потім заходять у північні землі Кордовського халіфату.
  - 23 червня – угорці 8 днів тримають в облозі Леріду, а потім нападають на Серданью і Уеску.
  - 26 червня – угорці захоплюють правителя Барбастро Ях'я ібн Мухаммад ібн аль Тавіла і тримають його у полоні 33 дні, поки його не викуповують.
  - Липень – угорці доходять до пустельних територій, у них вичерпується запас їжі і води, тому вони повертаються додому, вбиваючи свого італійського проводаря. 5 угорців потрапляють у полон до воїнів Кордови. Вони стають охоронцями халіфа.[37]
- 943
  - Балкани
    - У союзі з русами угорське військо нападає на Візантію. Імператор Роман I Лакапін купує собі мир, погоджуючись платити щорічну данину угорцям.[38]

  - Баварія
    - Угорців, які нападають на Баварію, розбиває під Вельсом герцог Баварії Бертольд.[38]
- 947 – угорське військо під проводом князя Такшоня здійснює похід по Італії, прямуючи на південь, до східного узбережжя півострова. Бере в облогу Ларино і досягає Отранто, 3 місяці грабуючи Апулію.[39]
- 948 – два угорські війська нападають на Баварію і Каринтію. Одному з них біля Флоззун в Нордгау завдає поразки герцог Баварії Генріх I.[40]
- 9 серпня 949 – Угорці перемагають баварців в Лаа.[40][41]
- 950 – герцог Баварії Генріх I нападає на Західну Угорщину, захоплюючи бранців і здобич.[40]
- 951
  - Весна – угорці, перейшовши Ломбардію, нападають на Аквітанію.
  - 20 листопада – повертаючись, угорці зазнають поразки від німецького війська, яке між тим завоювало Італійське королівство Італія.[40]
- 954
  - Німецькі князі повстають проти Оттона I і вступають у союз з угорцями, які в лютому посилають військо на чолі з Булчу їм на допомогу. Угорські полки розграбовують володіння союзників Оттона у Баварії, Швабії і Франконії.
  - 1 березня – угорці перетинають Рейн, таборують біля Вормса, столиці їхнього союзника герцога Лотарингії Конрада, а потім 19 березня вирушають на захід, нападаючи на володіння ворожих герцогів, архієпископа Кельна Бруно Великого, а потім на графа Рагенаріуса, перетинаючи річки Мозель і Мез.[42][43]
  - Угорці грабують райони Геспенгау і Карбонарія у сучасній Бельгії, розграбовують і спалюють монастир святого Ламберта в Ено, монастир Моорзель, спустошують міста Жамблу і Турне.
  - 2 квітня – беруть в облогу абатство Лоббе, але ченці захищають монастир. Однак угорці спалюють церкву святого Павла, і вивозять скарби абатства.
  - 6-10 квітня – угорці беруть в облогу місто Камбре, спалюють його околиці, але вони не в змозі завоювати місто. Одного з родичів Булчу вбивають оборонці, які відмовляються передати його тіло угорцям. На знак помсти угорці вбивають всіх своїх бранців, спалюють монастир Сент-Жері поблизу Камбре.
  - Після 6 квітня – угорці перетинають французький кордон, грабують околиці міст Лан, Реймс, Шалон, Мец, Горз. Після цього вони повертаються через Бургундію і Північну Італію.[44]
  - У Провансі угорська армія билася з арабами з мусульманського анклаву Фраксінет, коли Конрад I Бургундський напав на них зненацька і розбив дві бойові армії.[45]
- 955
  - Середина липня – покликане баварськими і саксонськими повстанцями угорське військо на чолі з Булчу, Лела, Шура і Такшоня увірвалося в Німеччину, пустошачи Баварію, потім вступило у Швабію, спалюючи багато монастирів.
  - Початок серпня – угорці починають облогу Аугсбурга.
  - 10 серпня – німецька армія Оттона I у битві на річці Лех здобуває перемогу над угорським військом і спонукає його до втечі. Незважаючи на перемогу, німецькі втрати були тяжкими, серед них багато знаті: герцог Лотарингії Конрад, граф Дітпальд, граф Ааргау Ульріх, баварський граф Бертольд та ін.[46]
  - 10-11 серпня – німці полонять Булчу, Лела і Шура. Багато угорців гинуть під час утечі від рук німців.
  - 15 серпня – Булчу, Лела і Шура страчують у Регенсбурзі через повішання.[47] Кінець угорських вторгнень на Захід.
- квітень-травень 959 – через те, що в 957 році візантійці припинили виплату данини, угорська армія під проводом Апора нападає на імперію, спустошує її території аж до Константинополя, але на зворотному шляху її в нічній атаці розбиває візантійська армія.[48]

- 961 – угорське військо нападає на Фракію і Македонію, але зазнає поразки в нічній атаці візантійської армії.[48]
- 966 – угорці нападають на Перше Болгарське царство і приневолюють царя Петра I укласти з ними мир та дозволити їм переправлятися у Візантій.[49]
- 968 – угорська армія нападає на Візантію і розділяється на дві групи. Біля Солуні одна частина у складі 300 воїнів бере у полон 500 греків і відводить їх в Угорщину. Іншу групу, що налічувала 200 вояків, візантійська армія заманює у засідку і захоплює 40 із них у полон. Вони стають особистими охоронцями імператора Никифора II Фоки.[50]
- 970 – київський князь Святослав нападає на Візантійську імперію. У його військо входить і угорський загін. Візантійці розбивають армію Святослава у Битві під Аркадіополем.[51] Угорські навали на Європу припиняються.